# 阔尾隐蜂鸟
，是雨燕目蜂鸟科的一种鸟类，是阔尾隐蜂鸟属（学名：Anopetia）的唯一一种。
阔尾隐蜂鸟体重约3.2克，翼长约49.3毫米，嘴峰长约25.4毫米，喙宽度约2.5毫米，喙厚度约2.8毫米，跗蹠长约3.6毫米，尾长约44毫米。阔尾隐蜂鸟在其分布区内为留鸟，其栖息在半开放的灌木丛中，食性为草食性，主要食物来源是植物的花蜜。
阔尾隐蜂鸟分布于巴西东部的低地（皮奥伊州、塞阿拉州和巴伊亚州）。该物种是单型物种，没有亚种分化。